# چک‌سینه‌سرخ گلوسفید
چَک‌سینه‌سرخ گلوسفید یا سینه‌سرخ گلوسفید (نام علمی: Dessonornis humeralis) گونه‌ای از پرندگان خانواده مگس‌گیران جهان قدیم (Muscicapidae) است که در بوتسوانا، اسواتینی، موزامبیک، آفریقای جنوبی و زیمبابوه بومی است. زیستگاه طبیعی آن ساوانای خشک و بوته‌زارهای خشک نیمه‌گرمسیری یا گرمسیری است.
چَک‌سینه‌سرخ گلوسفید در جنگل‌های خشک ساوانا و بوته‌زارها یافت می‌شود.